# 11e groupe d'armées (Royaume-Uni)
Le 11e groupe d'armées était la principale force de l'armée britannique en Asie du Sud-Est pendant la Seconde Guerre mondiale. Bien qu'il s'agisse d'une formation nominalement britannique, il comprenait également un grand nombre de troupes et de formations de l'armée indienne britannique et des colonies britanniques africaines, ainsi que des unités nationalistes chinoises et américaines.

## Formation

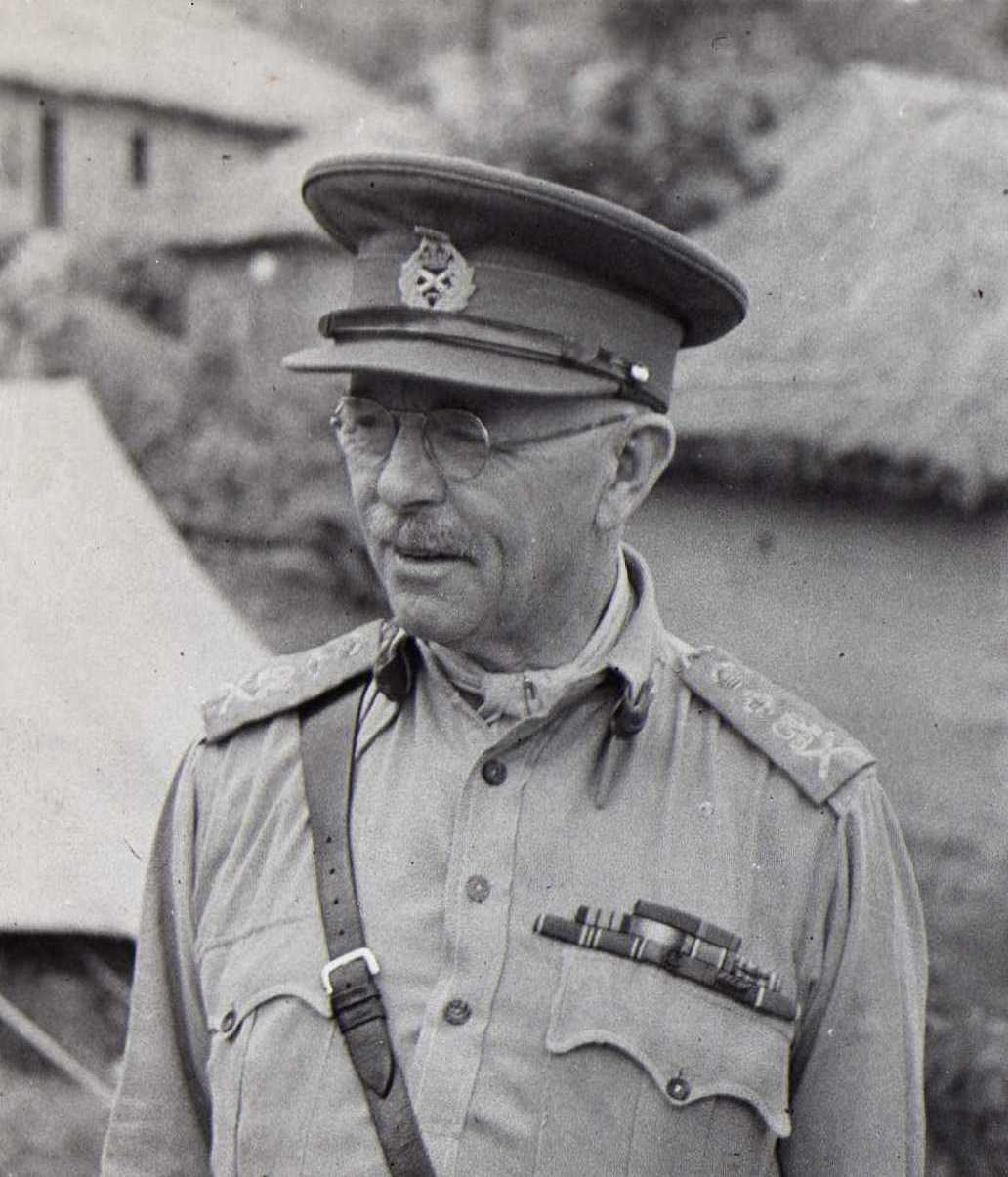
Le général George Giffard, commandant du 11e groupe d'armées en 1943/44.

Le 11e groupe d'armées est créé en novembre 1943 pour agir en tant que QG des forces terrestres pour le nouveau South East Asia Command (SEAC), commandé par l'amiral Mountbatten. Le premier commandant du 11e groupe d'armées est le général George Giffard, qui avait auparavant été commandant en chef du West Africa Command et commandant de l'Eastern Army (qui faisait partie de l'India Command). Initialement situé à New Delhi, le siège social déménage à Kandy (Ceylan). Ses responsabilités étaient limitées à la gestion des opérations contre les forces japonaises, tandis que l'India Command commandait les zones arrière et de la formation de l'armée indienne britannique.
Les principales formations subordonnées du 11e groupe d'armées étaient la 14e armée (sous les ordres du général William Slim) et l'armée de Ceylan. Le XXXIIIe corps indien, qui s'entraînait dans le sud de l'Inde pour des opérations amphibies, relevait également du onzième groupe d'armées à certaines fins.

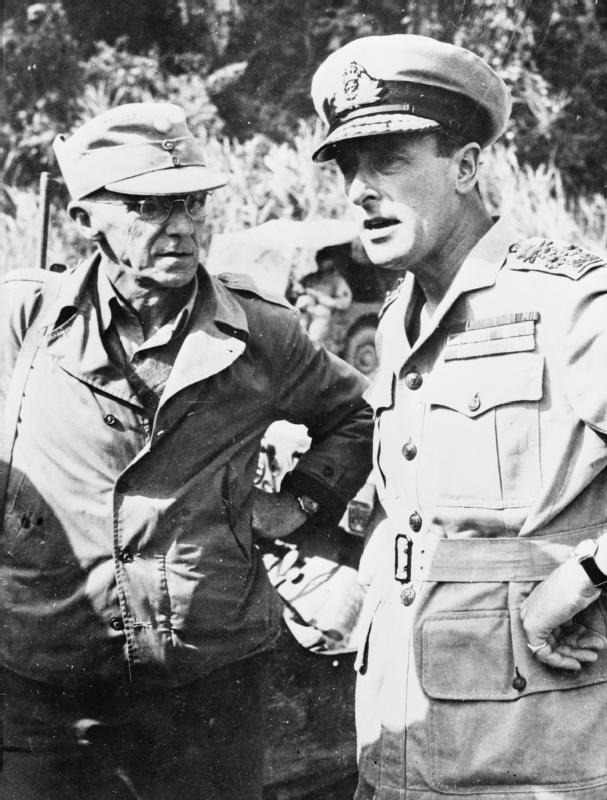
Le général Joseph Stilwell (à gauche) et Lord Mountbatten (commandant suprême des forces alliées en Asie du Sud-Est) se confèrent en 1944.

## Forces terrestres alliées en Asie du Sud-Est
Le 12 novembre 1944, le onzième groupe d'armées est renommé Forces terrestres alliées en Asie du Sud-Est (ALFSEA). Le général Sir Oliver Leese succéda à Giffard aux commandes. (Le chef d'état-major de Mountbatten, le lieutenant-général Pownall, faisait du lobbying depuis un certain temps pour que Leese soit nommé, mais Leese ne pouvait pas être relevé du commandement de la huitième armée pendant plusieurs mois).
Bon nombre des problèmes de commandement terrestre en Asie du Sud-Est avaient été soulagés lorsque le général Stilwell fut rappelé à Washington le 19 octobre, à la demande de Tchang Kaï-chek. Son remplacement en tant que commandant du NCAC et du QG administratif des forces américaines du théâtre Inde-Birmanie (USFIBT) était le lieutenant-général Sultan. (Les remplaçants de Stilwell pour ses autres responsabilités étaient le lieutenant-général Wedemeyer en tant que chef d'état-major de Chiang Kai-shek et le général Wheeler en tant que commandant suprême adjoint du SEAC.)
Dans le cadre de la réorganisation, la NCAC a été placée directement sous l'ALFSEA, bien qu'étant également soumise aux directives de Chiang. Le XVe corps indien, commandé par le lieutenant général Christison, a été enlevé du commandement de la quatorzième Armée et subordonné directement à l'ALFSEA. Le corps était responsable des opérations dans la province côtière d'Arakan et avait ses propres lignes de communication et d'approvisionnement. La 14e armée, toujours sous le commandement de Slim, était la plus grande composante de l'ALFSEA, faisant l'attaque principale en Birmanie centrale.
Après la prise de Rangoun en mai 1945, la douzième armée britannique est formée en Birmanie en devenant une partie de l'ALFSEA. Le XVe corps indien est placé sous le commandement de la 14e armée, qui préparait des opérations amphibies pour récupérer la Malaisie. Le NCAC avait précédemment cessé ses opérations actives. Leese fut relevé et remplacé comme commandant de l'ALFSEA par le général Slim.
Après la reddition du Japon en août 1945, l'ALFSEA était responsable du déploiement de troupes en Malaisie, dans les Indes néerlandaises, en Thaïlande et en Indochine française afin de désarmer les forces japonaises et rapatrier les prisonniers de guerre alliés. La force sera ensuite dissoute plus tard dans l'année.